# هيلينا الحديابية
هيلينا الحديابية هي إحدى ملكات مملكة حدياب، التي كان مركزها في اربائيلو أربيل حاليا، وزوجة الملك مونوباز الأول، وهي ام ايزاتيس الثاني ومونوباز الثاني، تنحدر هيلينة من اصول يونانية، واعتنقت الديانة اليهودية في عام 30 م، توفيت في عام 56 م في مدينة أورشليم حيث قضت بقية حياتها هناك ويوجد قبرها حاليا في متحف الإسرائيلي في القدس.